# Billy Kambale
Billy Kambale de son complet Billy Eraston Kambale Tsongo est un homme politique de la République démocratique du Congo, ministre de la jeunesse et initiation à la nouvelle citoyenneté du gouvernement Ilunga, en fonction de 6 septembre 2019  au 12 avril 2021,.

## Biographie
Licencié en politiques Internationales à l'UNIKIN, Billy Kambale est un politologue, expert et analyste dans différentes sociétés minières.

## Parcours
Il fut président national de la ligue des jeunes du parti politique Union pour la nation congolaise de Vital Kamerhe et candidat dans la circonscription de la ville de Goma, chef-lieu de la province du Nord-Kivu, fief naturel de Vital Kamerhe pour les élections législatives du 30 décembre 2018.
Il travaille en tant que conseiller chargé des questions politiques à la présidence de la République. Bien avant ce poste, il est conseiller l'intérimaire au cabinet du ministre du budget et chargé d'études.
Le 02 juin 2021, il est nommé nouveau secrétaire général du parti politique l'union pour la nation congolaise (UNC) et le 07 juin de la même année, Billy Kambale a pris officiellement ses fonctions.